# 세키카와촌 (이바라키현)
세키카와촌(関川村)은 이바라키현 니하리군에 일찍이 존재했던 촌이다.

## 지리
현재 이시오카시 남동부의 카미가우라 남쪽 기슭에 위치하며, 고원과 평지가 뒤섞인 골짜기가 많은 지형이다.

## 역사
- 1889년 4월 1일 - 정촌제 시행에 의해 니하리군 세키카와촌이 성립하였다.
- 1954년 12월 1일 - 미촌과 함께 이시오카시에 편입해, 동일 세키카와촌은 폐지되었다.

## 인구
| 1891년 | 1,790 |
| 1909년 | 2,062 |
| 1920년 | 2,061 |
| 1935년 | 2,282 |
| 1950년 | 2,609 |

## 참고문헌
- 石岡市史編さん委員会編『石岡市史 下巻』、石岡市、1985年
- 角川日本地名大辞典編纂委員会『가도카와 일본 지명 대사전 8 茨城県』、가도카와 쇼텐、1983年 ISBN 4040010809